# معركة وادي ماجد
معركة وادي ماجد هي إحدى معارك الحملة السنوسية ضمن حملات الحرب العالمية الأولى، وقعت المعركة في 25 ديسمبر 1915 في وادي ماجد، غرب مطروح بين القوات البريطانية بقيادة ألكسندر والاس والقوات السنوسية بقيادة
حسين العاصي
https://gate.ahram.org.eg/News/5054417.aspx
```
جعفر باشا
 وانتهت بانتصار بريطاني وانسحاب السنوسيين.
[
1
]
[
2
]
```

## خلفية تاريخية
أراد العثمانيون أن يُهاجم السنوسيين مصر من الغرب لتشتيت انتباه المدافعين البريطانيين عن قناة السويس جهة الشرق، بعدما فشلت هجماتهم خلال حملة السفربرلك في الاستيلاء عليها. عقد العثمانيون تحالفاً مع أحمد الشريف السنوسي ضد البريطانيين في فبراير 1915، وتولى نوري باشا، الأخ غير الشقيق لأنور باشا وجعفر باشا، قيادة القوات السنوسية وتدريبها. كما أمد العثمانيون السنوسيين بالأسلحة والمعدات الحديثة وتولت السفن والغواصات الألمانية تسليمها.
هاجمت الغواصات الألمانية ميناء السلوم في نوفمبر 1915، وفي نفس الوقت تعرضت المواقع البريطانية في سيدي براني والسلوم لهجمات السنوسيين الذين اتخذوا من واحة سيوة معقلاً لتنسيق هجماتهم. على إثر ذلك، اضطرت القوات البريطانية للانسحاب تاركة أمر حماية الحدود لخفر السواحل المصري في السلوم، والذين انضم أغلبهم إلى القوات السنوسية.
نظم البريطانيون قوة الحدود الغربية بقيادة اللواء ألكسندر والاس في 20 نوفمبر 1915، لمواجهة خطر السنوسيين والتي اتخذت من مطروح قاعدة لعملياتها بداية من 5 ديسمبر، تعززها البحرية وسلاح الجو الملكي، لتبدأ الحملة السنوسية.
استهل والاس الحملة في 11 ديسمبر، بإرسال رتل عسكري من الخيالة والعربات المدرعة بقيادة العميد جيه. إل. آر. غوردون لطرد السنوسيين من دوار حسين (16 كم غرب مطروح). نصب السنوسيون كميناً عند وادي سيناب واشتبكوا مع البريطانيين، الذين واصلوا تقدمهم إلى آبار دوار الرخام واتخذوها قاعدة ثابتة. مع انضمام المزيد من الوحدات ليلاً، تحركت القوات البريطانية صباح 13 ديسمبر نحو وادي الحشفيات وعند مشارفه خاضت قتالاً مريراً مع السنوسيين ولم ينقذها سوى القصف البحري الذي قدمته الفرقيطة إتش إم إس كليميتس، مما أجبر السنوسيون على الانسحاب، كما انسحب البريطانيون إلى مطروح لتنظيم قواتهم، دون تحقيق نتيجة حاسمة.
وشهدت الصحراء الغربية المصرية في أواخر عام 1915 تصعيدًا في المواجهات بين القوات البريطانية وقوات السنوسية المتحالفة مع القبائلالمحلية، وذلك في إطار حملة السنوسي خلال الحرب العالمية الأولى. كانت بريطانيا تسعى لتأمين حدود مصر الغربية وقناة السويس منالتهديدات القادمة من الغرب.
"دوار حسين": مركز قيادة المقاومة
بخلاف ما قد تُشير إليه التسمية الجغرافية العامة، فإن "دوار حسين" لم يكن مجرد تل أو معلم صحراوي عادي، بل كان عنوان منزل قائدالمقاومة البدوية في المنطقة. هذا المنزل تحول إلى نقطة تجمع ومركز قيادة حيوي، حيث كان يتردد عليه قادة السنوسيين وغيرهم من رموزالمقاومة ضد الوجود البريطاني. المنطقة الجغرافية الأوسع التي يقع فيها "دوار حسين" هي زاوية أم الرخم، الواقعة غرب مطروح.
الرتل البريطاني وهدف الاغتيال
في 11 ديسمبر 1915، أرسل البريطانيون رتلًا عسكريًا مهمًا بقيادة العميد جيه. إل. آر. غوردون إلى "دوار حسين". لم يكن هدف هذا الرتلمجرد "طرد" المقاتلين من موقع جغرافي، بل كان هجومًا مخططًا لاغتيال قائد المقاومة البدوية في منزله، واستهداف مركز القيادة الحيويةللمقاومة الذي علمت به الاستخبارات البريطانية.
الكمين والاشتباكات
تعرض رتل غوردون لكمين نصبه مقاتلو المقاومة عند وادي سيناب القريب من "دوار حسين". دارت اشتباكات عنيفة، مما يدل على شراسةالمقاومة واستعدادها للتصدي للقوات البريطانية. على الرغم من الكمين، واصل الرتل تقدمه نحو آبار دوار الرخام واتخذها
المعارك المتصاعدة والانسحاب
في 13 ديسمبر، اشتبكت القوات البريطانية مع مقاتلي المقاومة في وادي الحشفيات، وهي معارك عنيفة اضطرت فيها الفرقاطة البريطانيةإتش إم إس كليميتس للتدخل بمدفعيتها لمساندة القوات البرية. أدت هذه الاشتباكات إلى انسحاب قوات المقاومة، لكن البريطانيين بدورهمانسحبوا إلى مطروح دون تحقيق نصر حاسم أو القضاء على مركز القيادة كما كان مخططًا.
أهمية هذه الأحداث
هذه الأحداث توضح عمق وطبيعة المقاومة المحلية في الصحراء الغربية، وكيف أن القوات البريطانية لم تواجه جيوشًا نظامية فقط، بل شبكةمن القيادات المحلية المتجذرة في بيئتها. استهداف "دوار حسين" كمركز قيادة يؤكد أهمية هذه النقطة في استراتيجية المقاومة، ويكشف عنجانب مهم من الصراع الذي لم يكن مجرد معارك على نطاق واسع، بل عمليات استخباراتية واستهداف مباشر للقيادات.

## المعركة
أدى سوء الأحوال الجوية إلى توقف العمليات العسكرية لعشرة أيام. خلال هذا الوقت وصلت، وصلت الكتيبة الأولى، من لواء البنادق النيوزيلندي للانضمام إلى قوة الحدود الغربية. في غضون ذلك، أفادت الاستطلاعات الجوية البريطانية أن السنوسيين متمركزين بقوة قدرها 900 جندي من المحفظية، في ثلاث كتائب، بالإضافة إلى أربعة مدافع جبلية ومدفعين رشاشين، عند جبل مدوة على بعد ستة أميال جنوب غرب مطروح، يتحكم هذا الجبل في الطريق المؤدية إلى السلوم. كان والاس يأمل في مفاجأة قوة السنوسيين، وفي الساعة الخامسة من صباح يوم 25 ديسمبر، خرج رتلين عسكريين من مطروح نحو جبل مدوة.
تألف الرتل الأول وهو رتل اليسار من ثلاث سرايا من الخيالة الأسترالية الخفيفة وثلاث سرايا من الخيالة المتطوعين وقسم من رشاشات الخيالة المتطوعين وبطارية من مدفعية نوتس، بجانب ست سيارات مدرعة وعدة سيارات خفيفة من فصيلة المركبات المدرعة البحرية الملكية. طوق هذا الرتل من سلاح الفرسان المختلط بقيادة العميد تندل بسكو الناحية الجنوبية عبر وادي تويوا، في محاولة للتمركز لقطع الطريق على السنوسيين ومنع انسحابهم. بينما تقدم رتل المشاة (الرتل الرئيسي) على طريق السلوم، وكان يتألف من فوج السيخ الخامس عشر والكتيبة الأولى من لواء البنادق النيوزيلندي والكتيبة الثانية والثامنة من فوج ميدلسكس، والفوج الأول من خيالة باكينغهامشير المتطوعة الملكية، بالإضافة إلى الأسلحة الداعمة وتواجد مقر اللواء والاس فيه. كانت فصيلة الإشارة التابعة لفوج السيخ الخامس عشر هي الوحدة الفرعية الفعالة الوحيدة للإشارة في القوة البريطانية المتقدمة. تولى العميد غوردون قيادة رتل المشاة، بينما قاد الرائد جي. بنفاثر إيفانز فوج السيخ الخامس عشر. رصدت نقطة استطلاع منقدمة للسنوسيين تقدم البريطانيين مع بزوغ الشمس وأطلقت الإنذار بإشعال نيران ضخمة.
لاحظ غوردون أن السنوسيين لم يحتلوا جبل مدوة، لذا أرسل سريتين من فوج السيخ الخامسة عشر لتشكيل قوة حرس متقدم للاستيلاء على الجبل، وهو ما تحقق ذلك دون مقاومة. في حوالي الساعة الثامنة صباحاً بدأ السنوسيون بقصف الطريق من منحدر غربي جبل مدوة بواسطة مدفع جبلي، في حين كانت كتائبهم تتأهب للقتال. كشفت سريتا فوج السيخ الخامس عشر موقع المدفعية المعادية واستخدم غوردون تلسكوبه في توجيه مدفعية نوتس والتي أمكنها إسكات مدفع السنوسيين من مسافة 2.000 ياردة، في نفس الوقت أطلقت الفرقيطة إتش إم إس كليميتس وابلاً من القذائف أيضاً على التلال التي يحتلها السنوسيين من مسافة 10.000 ياردة.
طلب المقدم غوردون من اللواء والاس تعزيزاً لسريتي السيخ على جبل ميدوة، فأرسل سرية لهما من فوج ميدلسكس. عندها تقدمت قوة فوج السيخ الخامس عشر نحو تلال السنوسيين وأصبحت على بعد 200 ياردة منها، وتبعها الكتيبة الأولى من لواء البنادق النيوزيلندي. وُضعت سريتين من الجنود النيوزيلنديين كحرس على كل جناح، بينما تحرك الجنود السيخ بخفة عبر هضبة مفتوحة. علق البريطانيون تقدمهم على بعد 800 ياردة من السنوسيين، ريثما يصل سلاح الفرسان ويتخذ موقعه. وعندما تأخر سلاح الفرسان، استمر التقدم البريطاني لكن مع وجود كلتا السريتين النيوزيلنديتين على الجانب الأيمن. اقتحمت القوات البريطانية التلال، واشتبكت مع السنوسيين الذين هُزموا وفروا، واختبأ بعضهم في الكهوف والشقوق حيث أُطلق عليهم النار أو طُعنوا بحراب البنادق. أمنَ البريطانيون التلال بالكامل بحلول الساعة العاشرة. حينها نصب غوردون المدافع على الهضبة وأخذ في قصف السنوسيين المنسحبين. بينما كان سلاح الفرسان في وضع لا يسمح له باستكمال تدمير كتائب المحفظية.
كان الرتل الجنوبي قد تأخر في الوصول نتيجة تحرك مدافعه على أرض وعرة، ثم اشتبك في حوالي الساعة الثامنة صباحاً مع قوة من سلاح الهجن وسلاح الفرسان السنوسي اللذين توقعا تحرك سلاح الفرسان البريطاني. على الرغم من أن نيران المدافع الرشاشة أدت في النهاية إلى تشتيت السنوسيين، فقد أعاق هذا الاشتباك تقدم الرتل. في الساعة الثالثة عصراً ظهر رتل سلاح الفرسان ولكن بحلول ذلك الوقت كانت المعركة على وشك الانتهاء. انسحب السنوسيون إلى وادي ماجد يتعقبهم الجنود السيخ والنيوزيلنديين وأضرموا النيران في معسكرهم في الوادي.
انخفضت معنويات حرس المؤخرة لقوات المحفظية، مع ذلك كانوا لا يزالوا يقاتلون بضراوة، حتى تقهقروا نحو الشاطيء. تظاهر بعضهم بالموت أو الإصابة، لكنهم كانوا يطلقون النار بعد ذلك من مسافة قريبة. أثار هذا غضب المشاة السيخ لدرجة أن أياً من هؤلاء الرجال الذين أُسروا أحياء أُلقوا بهم في الخيام المحترقة.

كان الضوء يتلاشى وفي الساعة الخامسة، توقف غوردون عن مطاردة مشاة السنوسيين وأمر كتائبه بأن تُعسكر في جبل مدوة. عاد سلاح الفرسان إلى مطروح في تلك الليلة، تبعهم جنود المشاة في وقت مبكر من صباح اليوم التالي في 26 ديسمبر. خسر البريطانيون ثلاثة عشر قتيلاً وخمسين جريحاً. وخسرت القوات السنوسية ما بين 300 و400 قتيل و80 أسير.

## النتيجة والتداعيات
وقعت أمتعة جعفر باشا في الأسر وشوهد بعض القتلى من حرس السواحل المصريين الذين انشقوا وانضموا للسنوسيين. هرب العديد من السجناء الهنود الذين أُخذوا من سفينة مورينا، من أسر السنوسي خلال حالة الارتباك وعادوا إلى وحداتهم؛ استكمل والاس العمليات بين مطروح والضبعة بعد فترة راحة قصيرة.
1. العلاقة بين "أم الرخم" و "وادي ماجد"
العلاقة بينهما هي علاقة الجزء بالكل.
```
* وادي ماجد: هو اسم ساحة المعركة الرئيسية. وهو وادٍ يقع غرب مدينة مرسى مطروح بحوالي 15-20 كيلومترًا، وقد اختاره المجاهدون من البدو والضباط المصريين ليكون موقعًا استراتيجيًا لمواجهة القوات البريطانية بسبب طبيعته الوعرة التي تعيق حركة الآليات العسكرية.
* أم الرخم: هي قرية ساحلية تقع عند الامتداد الشمالي لوادي ماجد. لم تكن معركة منفصلة، بل كانت مسرحًا لحدث محدد ضمن أحداث معركة وادي ماجد الكبرى. بعد الهزيمة التي مُني بها البريطانيون في اليوم الأول من القتال في الوادي، قامت سفنهم الحربية بقصف قرية أم الرخم في اليوم التالي كانتقام ومحاولة لإضعاف معنويات المقاومة.
```

إذًا، معركة وادي ماجد هي المعركة الأم، وما حدث في أم الرخم هو فصل من فصولها
الدور في التعبئة والقيادة
امتلك العاصي سلطة ونفوذًا كبيرين على القبائل البدوية في مطروح. وقد تمثل دوره في التعبئة والقيادة في تحضير وحشد هذه القبائل للمقاومة المسلحة ضد البريطانيين. لقد وفر الهيكل القبلي البدوي التقليدي، حيث كانت السلطة بيد الشيوخ الذين غالبًا ما يتم تأكيد مناصبهم من قبل مجلس الشيوخ، إطارًا قويًا لمثل هذه التعبئة الواسعة النطاق. كانت قدرته على توحيد مختلف العشائر ضد عدو مشترك شهادة على قدراته القيادية.
إن إبراز دور العاصي في "قيادة" و"تعبئة" القبائل يوضح أنه لم يكن مجرد مقاتل، بل شخصية مركزية ضمن نظام اجتماعي سياسي عميق الجذور. بالنسبة للبريطانيين، كان تحييد مثل هذا القائد يعني تفكيك التماسك التنظيمي والاجتماعي للمقاومة، وهو ما كان له تأثير أكبر من مجرد الانتصار في معركة واحدة. هذا يؤكد مبدأ أساسيًا في حرب مكافحة التمرد: أن القادة الفعالين الذين يمكنهم توحيد المجموعات المتباينة يشكلون تهديدًا أكبر بشكل غير متناسب. وبالتالي، يصبح استهداف هذه الشخصيات الرئيسية، سواء من خلال الأسر أو التصفية أو الاستمالة، هدفًا بالغ الأهمية للقوة الإمبراطورية التي تسعى لقمع التمرد
```
معركة «وادي ماجد».. تعرف على قصة العيد القومي لمرسى مطروح| صور 
https://gate.ahram.org.eg/News/5054417.aspx
```

غيرت محافظة مطروح تاريخ عيدها القومي من (تاريخ تأسيس المحافظة في 24 أغسطس) إلى 15 ديسمبر ليواكب تاريخ معركة ماجد الأولى باعتبارها مناسبة وطنية تُخلد ذكرى انتصار قبائل مطروح على القوات البريطانية، وهو ما يتعارض مع حقيقة أن المعركة لم تكن جزءاً من حركة مقاومة محلية ضد الاحتلال البريطاني، بل كانت في الأساس جزءاً من الحملة السنوسية وقامت في الأساس بين البريطانيين والقوات السنوسية الليبية التي استعانت ببدو مطروح، لاسيما أبناء علي والعواقير والمنفة كقوات غير نظامية.
تخلط بعض المصادر بين معركة وادي سيناب أو (وادي السنب) التي تسميها معركة وادي ماجد الأولى في 15 ديسمبر، وهي التي لم يُحقق فيها البريطانيين نتيجة حاسمة ومع ذلك تكبد السنوسيين فيها 250 قتيل مقابل 9 قتلى و65 جريح للبريطانيين، من بين هؤلاء القتلى المقدم سي. إل. سنو، قائد خفر السواحل المصري في السلوم، والذي تصفه بعض المصادر بكونه قائد القوات البريطانية في معركة وادي ماجد باسم (إسناو). وفي نفس الوقت تذكر نفس المصادر أن اللواء محمد صالح حرب هو من انشق بقوات خفر السواحل المصرية وقاد المعركة ضد البريطانيين. وهو أمر عاري تماماً من الصحة لأن جعفر باشا هو من قاد السنوسيين في المعركة التي ذكرها بالتفصيل في مذكراته.

## الملاحظات
1. ↑  اُطلق اسم المحفظية على القوات النظامية للسنوسيين